# Gilera XR1
La XR1 è un modello di motocicletta prodotta dal 1988 al 1989 e si tratta di un modello di "enduro-africana", della casa Gilera, disegnata dal designer italiano Luciano Marabese. Disponibile anche nella variante con avviamento elettrico, questa moto è munita di miscelatore, prodotta nella sola cilindrata 125 cm³, è stata sostituita nel 1990 dalla XR2.

## Descrizione
La moto, molto particolare nella linea, è dotata di una carenatura estesa, caratterizzata nel frontale da un "becco" posto sotto il doppio faro con lo scopo di avere un'efficace azione aerodinamica deportante alle alte velocità. Il telaio a doppia culla rimane comunque non a vista poiché riparato lateralmente da protezioni in plastica con modanature "a tema" (che imitano un telaio in alluminio).
Il motore è a vista, la linea è molto sagomata per le gambe del pilota, in modo che sia il più protetto e comodo possibile; il cupolino ha una linea pulita e filante e ospita un doppio faro tondo (caratteristico degli anni ottanta). Gli specchietti sono semplici, di costruzione Vitaloni, quadrati. Le carenature laterali presentano una ampia apertura di sfogo dell'aria calda proveniente dal radiatore di raffreddamento (singolo e posto sotto il cannotto di sterzo del manubrio). Le frecce sono ben visibili ed inserite "a livello" nelle carenature laterali. La sella è del tipo monopezzo, lunga, è condivisa sia dal pilota che dal passeggero ed è bloccata da due ganci rapidi di riferma. Il faro posteriore dello stop è singolo nella struttura, ma sdoppiato da un traversino della carenatura posteriore che si estende oltre la sella. Il codino contiene il serbatoio dell'olio del miscelatore (1,9 lt) e reca superiormente un pratico portapacchi con inserito pure il portacasco. 
Il rubinetto della benzina si trova a destra della moto.
Nella parte anteriore inferiore della Gilera XR1 si trova il "puntale" a guisa di carena della culla del telaio, e reca nel lato destro il piccolo serbatoio del vaso di espansione del circuito di raffreddamento.
Il codone, infine, a sella rimossa, lascia spazio per un piccolo vano porta oggetti.
L'alimentazione del carburatore Dell'Orto da 28 mm, avviene per caduta dal grosso serbatoio dalla capacità di circa 23 lt (di cui 2,5 lt di riserva).
Le forcelle della moto sono telescopiche a steli rovesciati, Paioli da 38 mm di diametro, il forcellone oscillante è del tipo bibraccio con monoammortizzatore regolabile solo sul precarico della molla e leveraggi progressivi, mentre lo scarico della moto finisce sotto il codone, sul lato sinistro, in un unico silenziatore in acciaio inox.
Le ruote sono in acciaio cromato.
Il motore, raffreddato a liquido, è l'evoluzione dell'unità montata sulla Gilera KK 125, con aspirazione lamellare nel cilindro, e dove viene adottato il sistema APTS (Automatic Power Tuning System) evoluto e denominato "APTS 2" . Questo sistema è costituito dall'accoppiamento di una valvola di scarico cilindrica (posta nella fusione del cilindro) a movimento centrifugo, con una camera di risonanza (posta in sommità della testa del motore). Un dispositivo centrifugo, a molla di contrasto, aziona un perno ad ingranaggi calettato nel carter sinistro del basamento e quindi un leveraggio. La sua azione (apertura della valvola) inizia a partire da circa 6.000 rpm, quando la valvola cilindrica ruota lasciando gradualmente aperta la luce di scarico. Parimenti all'aprirsi della luce di scarico viene chiuso il condotto che porta alla camera di risonanza. Il ciclo di apertura termina verso gli 7.500 rpm. In tal modo viene notevolmente incrementata la potenza e migliorata la fluidità del motore.
La Gilera XR1 è stata omologata dal Ministero dei Trasporti - D.G.M.C. e T.C. con Certificato n°52488 OM, in data 23.03.1988.
Il motore è denominato "tipo 149"; il primo motore di serie (o pre-serie) ha dunque il numero (@ = logo Gilera): @ 149 * 000001 *. Tale motore è lo stesso, in ogni particolare, nonché nella taratura della carburazione, di quello montato sulla Gilera XR2 del 1989.
Il numero di telaio è posto a sinistra del cannotto di sterzo; le Gilera XR1 sono dotate di telaio "n°150 * 030000".
Il primo telaio di serie (o pre-serie) ha dunque il numero (@ = logo Gilera): @ 150 * 030001 *.

## Caratteristiche tecniche
| Caratteristiche tecniche - Gilera XR1                                                           | Caratteristiche tecniche - Gilera XR1 | Caratteristiche tecniche - Gilera XR1 | Caratteristiche tecniche - Gilera XR1 | Caratteristiche tecniche - Gilera XR1 | Caratteristiche tecniche - Gilera XR1 |
| Dimensioni e pesi                                                                               | Dimensioni e pesi | Dimensioni e pesi | Dimensioni e pesi | Dimensioni e pesi | Dimensioni e pesi |
| ----------------------------------------------------------------------------------------------- | --- | --- | --- | --- | --- |
| Ingombri (lungh.×largh.×alt.)                                                                   | 2090 × 930 × 1325 mm | 2090 × 930 × 1325 mm | 2090 × 930 × 1325 mm | 2090 × 930 × 1325 mm | 2090 × 930 × 1325 mm |
| Altezze                                                                                         | Sella: 870 mm - Minima da terra: 320 mm - Pedane: 360 mm                                                                                  | Sella: 870 mm - Minima da terra: 320 mm - Pedane: 360 mm                                                                                  | Sella: 870 mm - Minima da terra: 320 mm - Pedane: 360 mm                                                                                  | Sella: 870 mm - Minima da terra: 320 mm - Pedane: 360 mm                                                                                  | Sella: 870 mm - Minima da terra: 320 mm - Pedane: 360 mm                                                                                  |
| Interasse: 1400 mm                                                                              | Interasse: 1400 mm | Massa a vuoto: a secco 125 kg, in ordine di marcia 135 kg                                                                                 | Massa a vuoto: a secco 125 kg, in ordine di marcia 135 kg                                                                                 | Serbatoio: 23 Lt | Serbatoio: 23 Lt |
| Meccanica                                                                                       | | | | | |
| Tipo motore: Monocilindrico a 2 tempi                                                           | Tipo motore: Monocilindrico a 2 tempi | Tipo motore: Monocilindrico a 2 tempi | Tipo motore: Monocilindrico a 2 tempi | Raffreddamento: a liquido | Raffreddamento: a liquido |
| Cilindrata                                                                                      | 124,3 cm³ (Alesaggio 56,0 × Corsa 50,5 mm)                                                                                                | 124,3 cm³ (Alesaggio 56,0 × Corsa 50,5 mm)                                                                                                | 124,3 cm³ (Alesaggio 56,0 × Corsa 50,5 mm)                                                                                                | 124,3 cm³ (Alesaggio 56,0 × Corsa 50,5 mm)                                                                                                | 124,3 cm³ (Alesaggio 56,0 × Corsa 50,5 mm)                                                                                                |
| Distribuzione: valvola lamellare                                                                | Distribuzione: valvola lamellare | Distribuzione: valvola lamellare | Alimentazione: carburatore Dell'Orto PHBH 28 MD                                                                                           | Alimentazione: carburatore Dell'Orto PHBH 28 MD                                                                                           | Alimentazione: carburatore Dell'Orto PHBH 28 MD                                                                                           |
| Potenza: 20,42 kw (27,77 CV) a 9.500 rpm                                                        | Potenza: 20,42 kw (27,77 CV) a 9.500 rpm                                                                                                  | Coppia: 1,96 kgm a 9.000 rpm | Coppia: 1,96 kgm a 9.000 rpm | Rapporto di compressione: 13:1 | Rapporto di compressione: 13:1 |
| Frizione: multidisco in bagno d'olio                                                            | Frizione: multidisco in bagno d'olio | Frizione: multidisco in bagno d'olio | Cambio: a 6 marce | Cambio: a 6 marce | Cambio: a 6 marce |
| Accensione                                                                                      | elettronica CDI | elettronica CDI | elettronica CDI | elettronica CDI | elettronica CDI |
| Trasmissione                                                                                    | a catena | a catena | a catena | a catena | a catena |
| Avviamento                                                                                      | elettrico o a pedale | elettrico o a pedale | elettrico o a pedale | elettrico o a pedale | elettrico o a pedale |
| Ciclistica                                                                                      | | | | | |
| Telaio                                                                                          | in tubi d'acciaio quadrati | in tubi d'acciaio quadrati | in tubi d'acciaio quadrati | in tubi d'acciaio quadrati | in tubi d'acciaio quadrati |
| Sospensioni                                                                                     | Anteriore: forcella telescopica "up side down" da 38 mm "Marzocchi" / Posteriore: monoammortizzatore con regolazione del precarico "Boge" | Anteriore: forcella telescopica "up side down" da 38 mm "Marzocchi" / Posteriore: monoammortizzatore con regolazione del precarico "Boge" | Anteriore: forcella telescopica "up side down" da 38 mm "Marzocchi" / Posteriore: monoammortizzatore con regolazione del precarico "Boge" | Anteriore: forcella telescopica "up side down" da 38 mm "Marzocchi" / Posteriore: monoammortizzatore con regolazione del precarico "Boge" | Anteriore: forcella telescopica "up side down" da 38 mm "Marzocchi" / Posteriore: monoammortizzatore con regolazione del precarico "Boge" |
| Freni                                                                                           | Anteriore: disco singolo da 240 mm / Posteriore: disco singolo da 230 mm                                                                  | Anteriore: disco singolo da 240 mm / Posteriore: disco singolo da 230 mm                                                                  | Anteriore: disco singolo da 240 mm / Posteriore: disco singolo da 230 mm                                                                  | Anteriore: disco singolo da 240 mm / Posteriore: disco singolo da 230 mm                                                                  | Anteriore: disco singolo da 240 mm / Posteriore: disco singolo da 230 mm                                                                  |
| Pneumatici                                                                                      | anteriore da 2,75 x 21"; posteriore da 4,60 x 17"                                                                                         | anteriore da 2,75 x 21"; posteriore da 4,60 x 17"                                                                                         | anteriore da 2,75 x 21"; posteriore da 4,60 x 17"                                                                                         | anteriore da 2,75 x 21"; posteriore da 4,60 x 17"                                                                                         | anteriore da 2,75 x 21"; posteriore da 4,60 x 17"                                                                                         |
| Prestazioni dichiarate                                                                          | | | | | |
| Velocità massima                                                                                | 140,0 km/h | 140,0 km/h | 140,0 km/h | 140,0 km/h | 140,0 km/h |
| Fonte dei dati: Motociclismo (ottobre 1988), Moto Sprint (luglio 1988), Motocross (luglio 1988) | | | | | |